# Warnthal

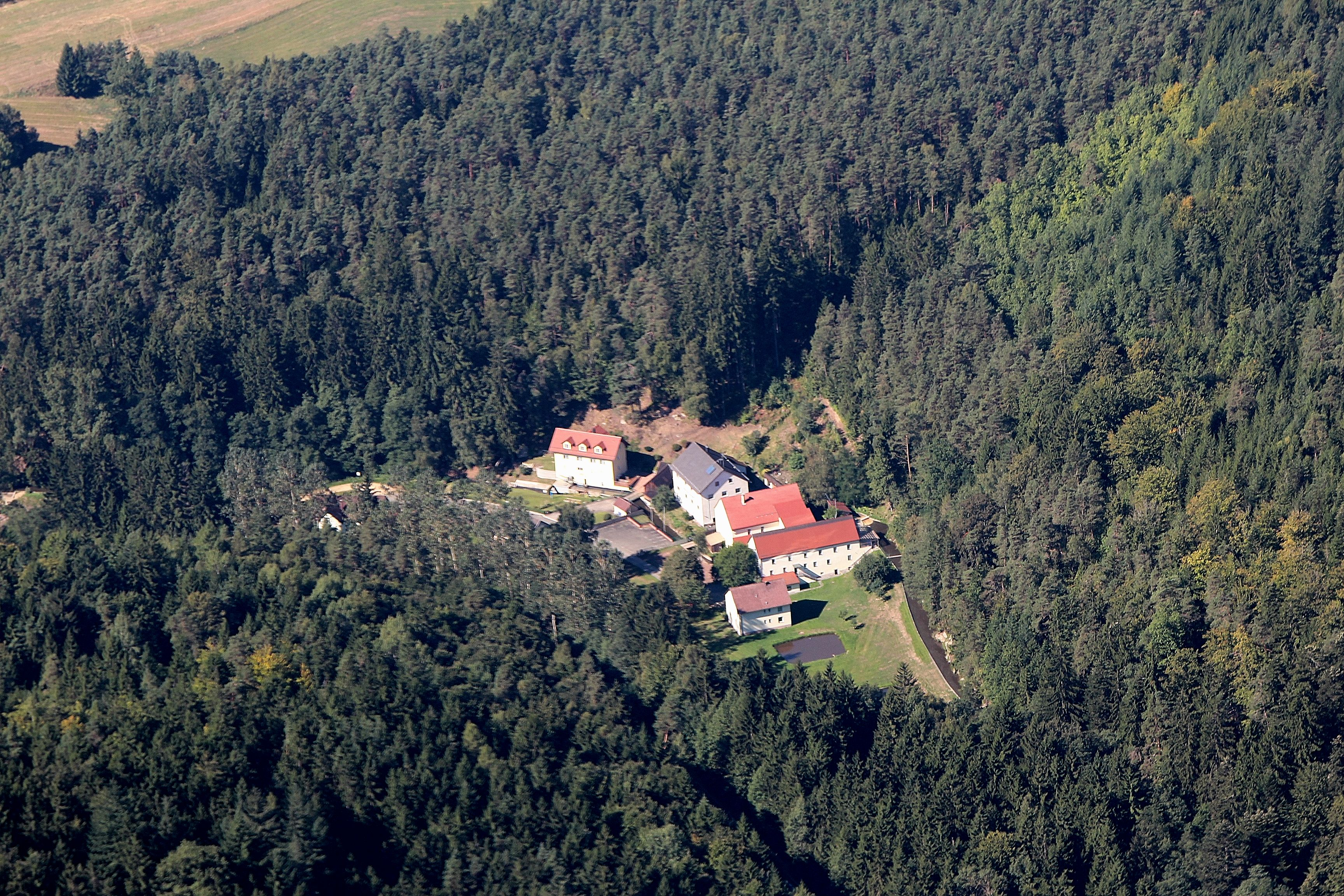
Warnthal (2013)

Warnthal ist ein Ortsteil der Stadt  Neunburg vorm Wald im Landkreis Schwandorf in Bayern.

## Geographie
Warnthal liegt circa fünf Kilometer nördlich von Neunburg vorm Wald an der Ascha am Ausgang eines engen Durchbruchstales, das die Ascha zwischen dem 583 m hohen Kühbergmassiv auf der Westseite und dem 572 m hohen Warbergmassiv auf der Ostseite gegraben hat. Durch Warnthal verläuft die Staatsstraße 2398, die Neunburg vorm Wald mit Oberviechtach und der B22 verbindet.

## Geschichte
Am 23. März 1913 war Warnthal Teil der Pfarrei Schwarzhofen, bestand aus drei Häusern und zählte 37 Einwohner.
Am 31. Dezember 1990 hatte Warnthal 24 Einwohner und gehörte zur Pfarrei Schwarzhofen.